# Pic de Mus
Le pic de Mus est un sommet basaltique dominant de ses 1 327 m d'altitude le village de Saint-Laurent-de-Muret (Lozère) à l’est du plateau de l’Aubrac.

## Géographie

### Situation
Situé à l'est de l'Aubrac, ce sommet permet d'embrasser un vaste panorama depuis les Cévennes (mont Aigoual, mont Lozère) au sud au Plomb du Cantal au nord, en passant par le sud de l’Aubrac à l'ouest, en particulier le signal de Mailhebiau (situé seulement à une dizaine de kilomètres), et la Margeride à l'est (signal de Randon).

### Topographie
De forme conique et en position élevée sur un bombement du socle granitique, le pic de Mus est repérable de très loin mais il ne s'agit toutefois pas d'un sommet présentant des dénivelés importants (tout au plus 150 à 200 m au sud vers Saint-Laurent, 120 m au nord vers Sinières). Le sommet est couronné par une statue de la Vierge (pèlerinage de Notre-Dame de la Montagne).

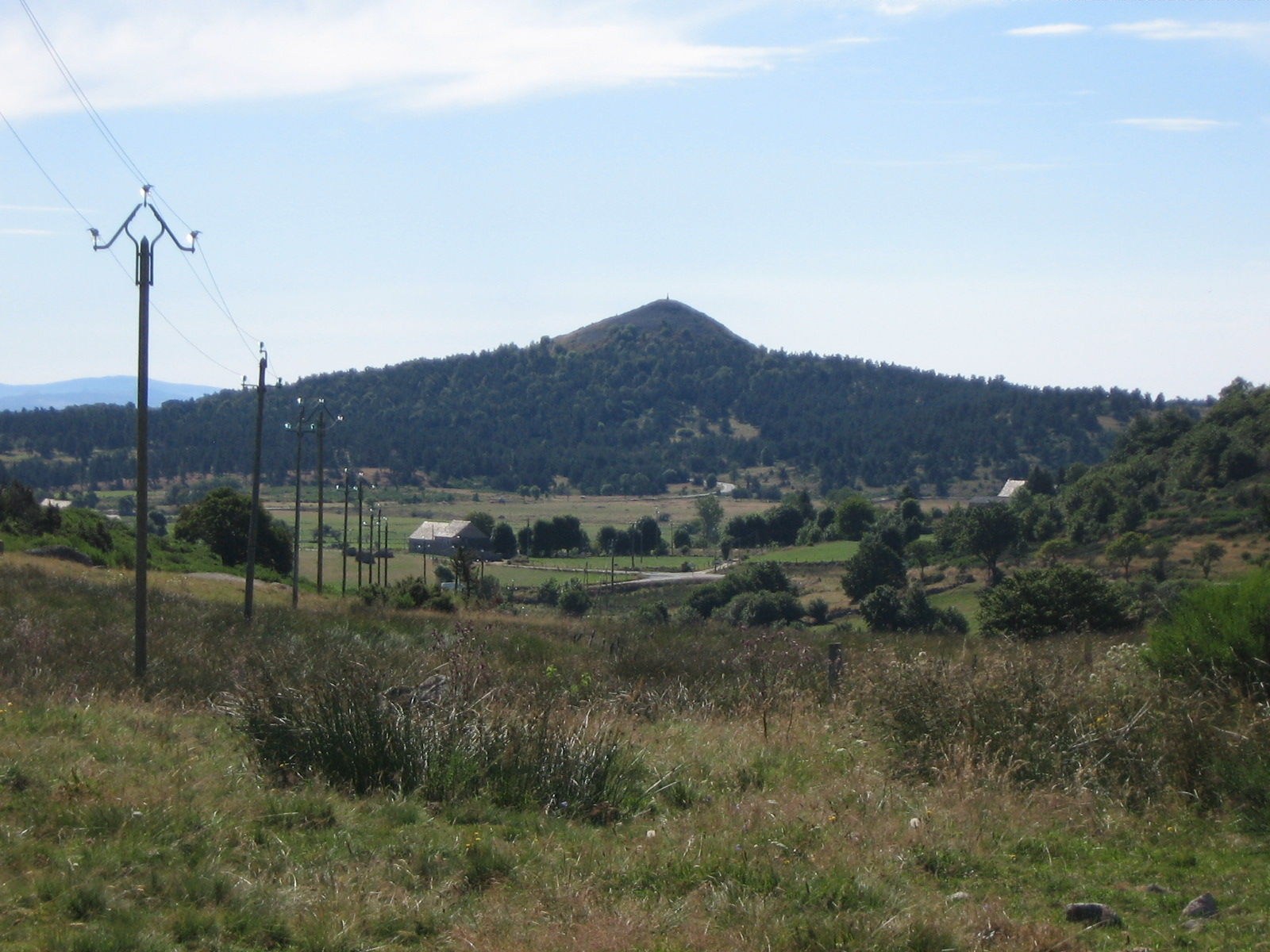
Le pic vu du nord-ouest (on devine la plaine de Sinières et le hameau du Cornage).
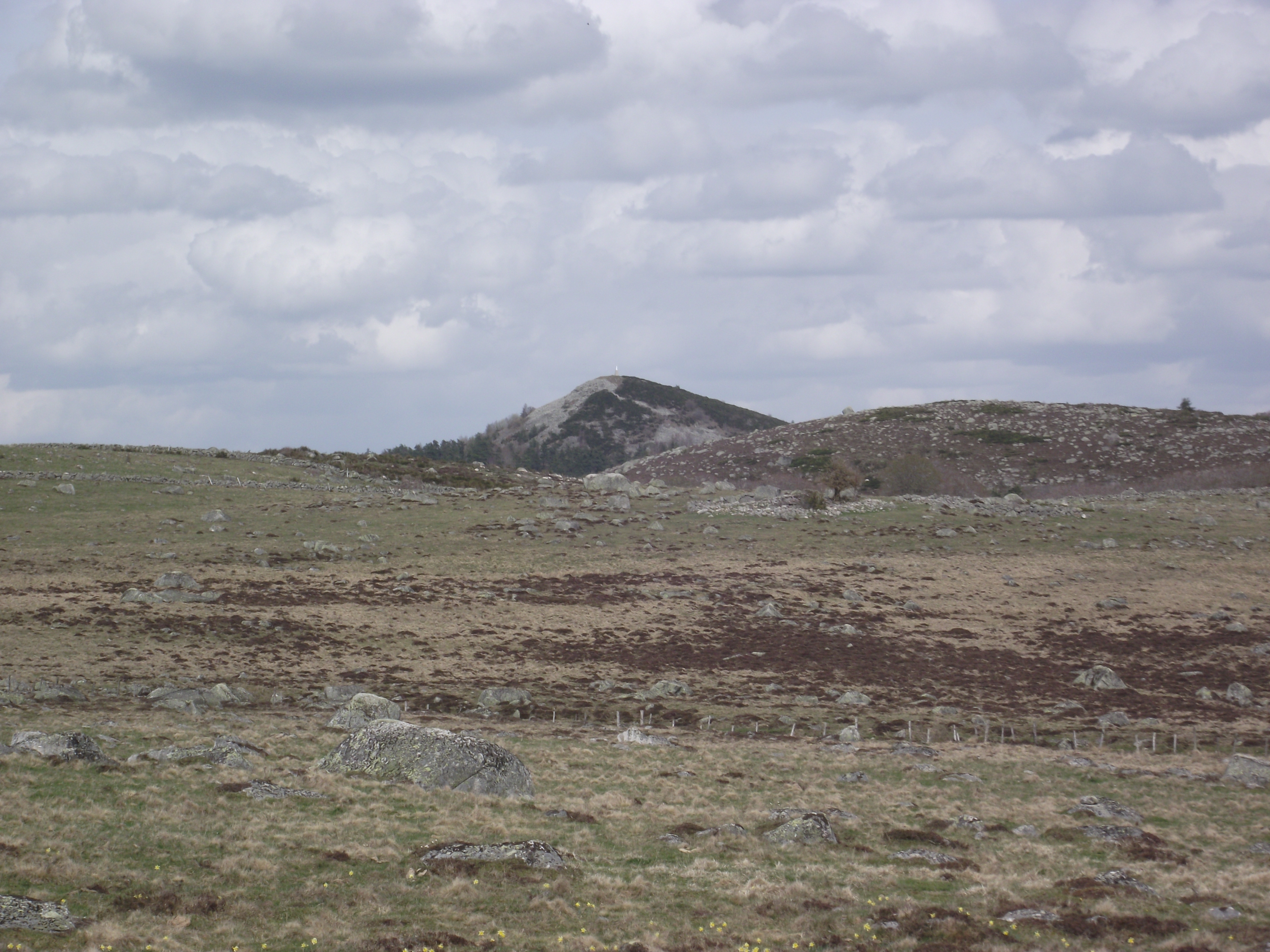
Le pic vu du sud-ouest depuis les landes du plateau de l'Aubrac.
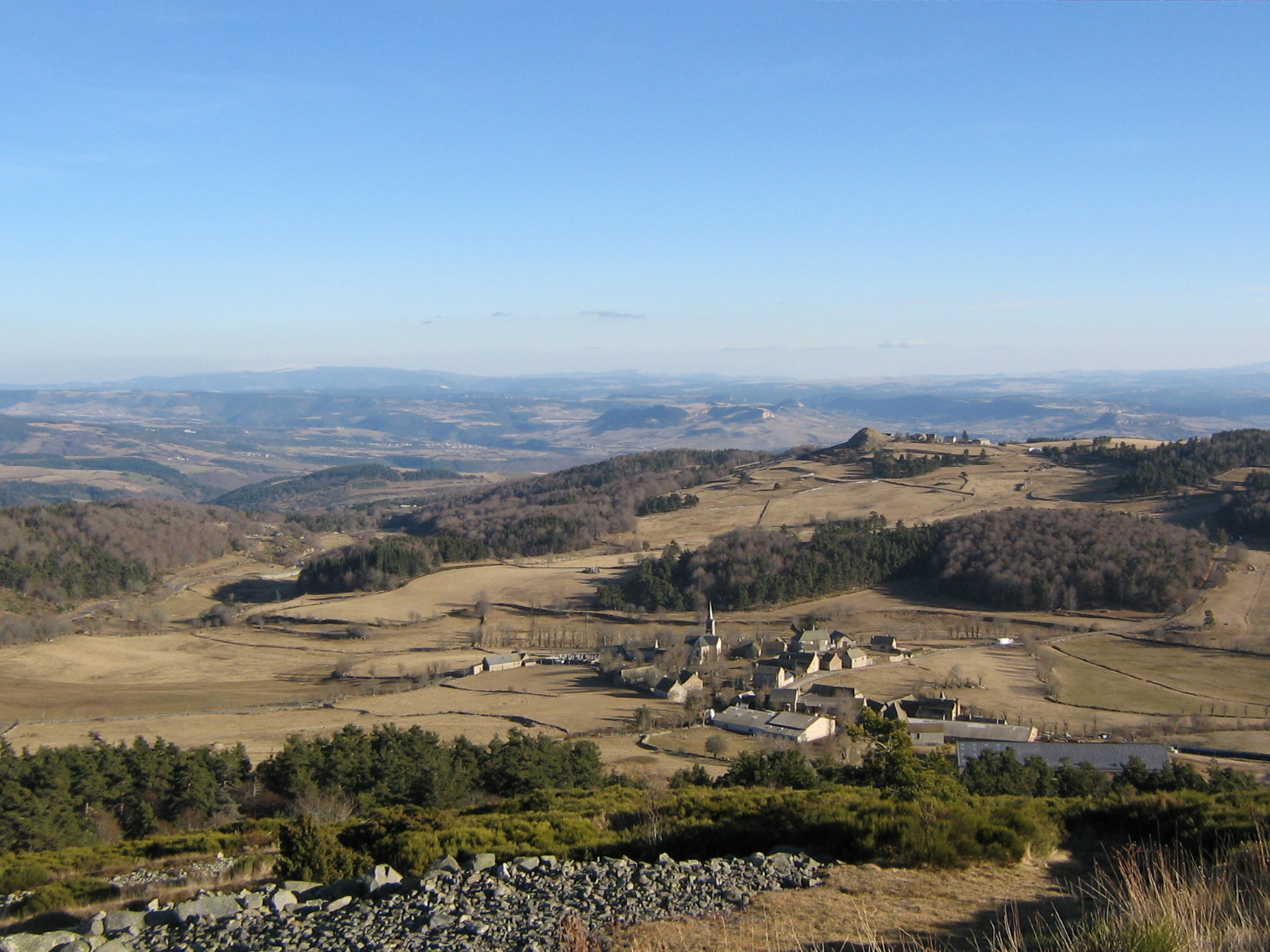
Panorama vers le sud (au premier plan : Saint-Laurent ; à l'horizon, à gauche, le mont Lozère).
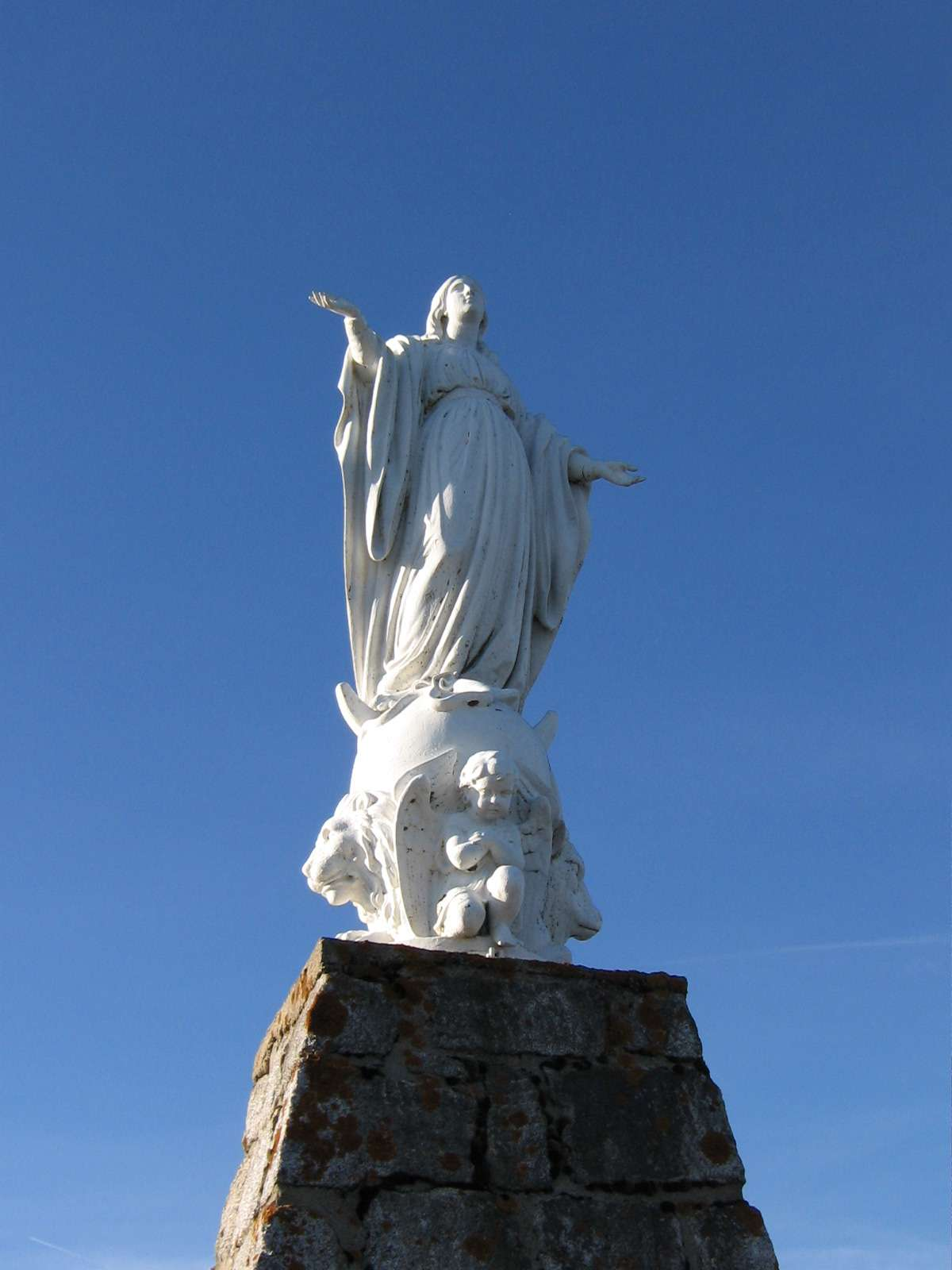
La vierge du pic de Mus.

### Géologie
Le pic de Mus est une protrusion d'hawaiite microporphyrique, c'est-à-dire de trachybasalte sodique, lave moyennement visqueuse qui peut être susceptible d'ériger de petits reliefs en fin d'éruption. On est donc en présence d'un volcan autonome, distinct des grandes coulées de l'Aubrac situées une dizaine de kilomètres plus à l'ouest, mais contemporain à celles-ci (7,5 Ma).
Le sommet très voisin du truc de Muret est aussi un petit volcan du même âge mais d'une composition un peu différente (il s'agit d'une protrusion de basanite microporphyrique).

### Flore
Les abords immédiats du sommet sont recouverts d'une forêt de pins sylvestres qui laisse la place vers le haut, sur les pentes les plus fortes, aux rochers du côté nord et à une maigre lande de genêt purgatif du côté sud. Au nord, vers Sinières, s'étendent des prairies tourbeuses où l'on pourra trouver les espèces habituelles des tourbières de l'Aubrac : trèfle d'eau, parnassie des marais, gentiane pneumonanthe, etc. Sur les éboulis, on note la présence de plantes de rocailles comme la joubarbe d'Auvergne et l'orpin hérissé.

## Randonnée
Une variante du GR de pays Tour des Monts d'Aubrac passe sur le versant méridional du pic de Mus, au départ de Saint-Laurent-de-Muret. En bifurquant vers le nord depuis le sentier, il est possible de gravir le sommet. Toutefois, l'itinéraire normal part d'un chemin communal au nord et s'enroule autour du sommet.
Une table d'orientation en lave émaillée est érigée au sommet du pic depuis 1995.